# Cros-de-Géorand
Cros-de-Géorand là một xã ở tỉnh Ardèche, vùng Rhône-Alpes ở đông nam nước Pháp.